# 米德偉 (美國駐華外交官)
米德偉（英語：David Meale），美國外交官，2021年7月起接任美國駐華大使館臨時代辦，直至新任駐華大使尼古拉斯·伯恩斯于2022年4月1日呈遞到任國書為止。2022年3月26日起任职副大使（使团副团长）。

## 生涯
2018年12月，米德偉成為美國國務院經濟和商業事務局的副助理國務卿，負責貿易政策和談判。2019年4月，米德偉訪問台灣並會見了蔡英文總統。此外，他還在台灣美國商會的《台灣關係法》40週年紀念活動期間發表了一次講話。